# Ryan Strome
Ryan Edward Gaston Strome (Mississauga, 11 luglio 1993) è un hockeista su ghiaccio canadese, centro e alternate captain degli Anaheim Ducks (NHL).
Strome è stato selezionato con la 5ª scelta assoluta dai New York Islanders nel Draft 2011, per poi esordire in NHL nella stagione 2013-14. A livello giovanile (junior), Strome ha giocato con i Barrie Colts nella Ontario Hockey League (OHL) per poi essere ceduto ai Niagara IceDogs durante la sua prima stagione nella lega canadese.
Ryan Strome è il fratello di Dylan Strome (che milita nei Washington Capitals) e del giovane prospetto Matthew Strome.

## Carriera professionistica

### Giovanili
Ryan Strome comincia la sua carriera nelle minor leagues dell'hockey su ghiaccio canadese nella stagione 2008-09 con i Toronto Marlboros della Greater Toronto Hockey League (GTHL), per poi essere scelto dai Barrie Colts con l'8ª scelta assoluta nella Priority Selection 2009 della Ontario Hockey League (OHL). Nella stagione 2009-10, dopo 34 partite disputate con i Colts, questi decidono di cederlo ai Niagara IceDogs, con cui si qualifica ai playoff; Strome e la sua squadra vengono subito eliminati al First Round proprio dai Barrie Colts dopo 4 gare (che poi sarebbero arrivati a disputare le Championship Finals). Nella stagione successiva 2010-11, in 65 partite con gli IceDogs Ryan Strome totalizza 106 punti, venendo nominato OHL Player of the Month nel gennaio 2011 e membro del Second All-Star Team alla fine della stagione.

### New York Islanders

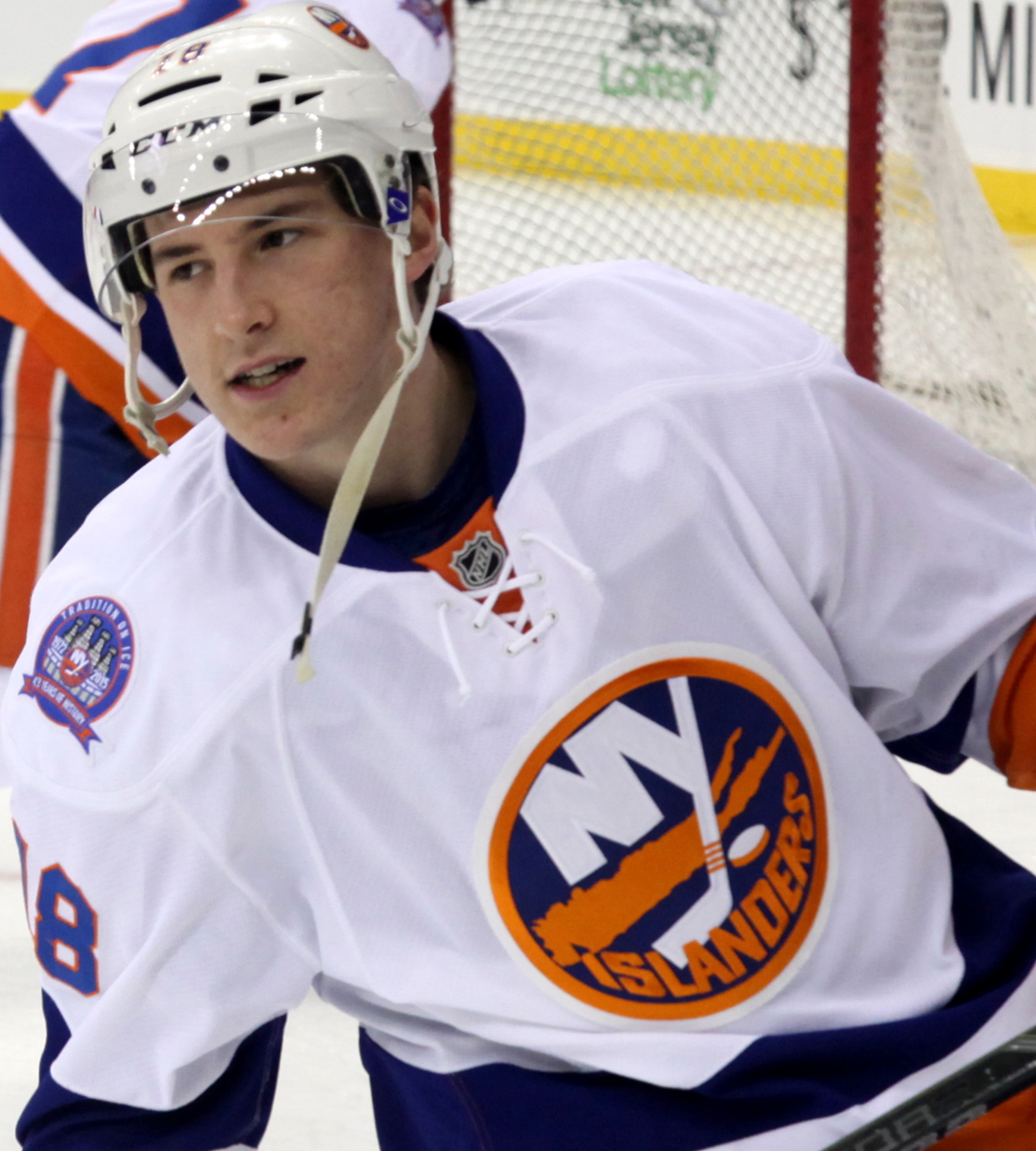
Strome con i New York Islanders nella stagione 2014-15.

Dopo la sua seconda stagione agli IceDogs, Strome diventa eleggibile per il Draft NHL, venendo scelto dai New York Islanders con la 5ª scelta assoluta al 1° round del Draft 2011. Strome viene scelto contemporaneamente anche dall'Amur Khabarovsk, nel Draft 2011 della Kontinental Hockey League; tuttavia Strome predilige la NHL al massimo campionato russo. Gli Islanders decidono di farlo rimanere in OHL con gli IceDogs per un'altra stagione, per poi unirsi alla squadra affiliata di AHL degli Islanders, i Bridgeport Sound Tigers, nella stagione 2012-13. Quindi, nel dicembre 2013, dopo aver liberato un posto nel loro roster con l'inserimento nella waivers list di Pierre-Marc Bouchard, gli Islanders portano Ryan Strome in NHL per la prima volta nella sua carriera. Prima di approdare in NHL, con i Tigers è in testa alla classifica della lega per punti ottenuti dopo le prime 23 gare stagionali. Ryan Strome segna la sua prima rete in NHL il 6 gennaio 2014, in una partita contro i Dallas Stars (contro il goalie Kari Lehtonen).

### Edmonton Oilers
Il 22 giugno 2017 gli Islanders cedono Ryan Strome agli Edmonton Oilers, in cambio dell'attaccante Jordan Eberle. Subito dopo la trade, il suo coach degli Oilers, Todd McLellan, dichiara di aver voluto Strome per la sua versatilità e abilità nel rivestire diversi ruoli sul ghiaccio. Nella preseason della stagione 2017-18, si prevede un impiego di Strome a destra di Connor McDavid, oppure schierato come centro nella seconda o nella terza linea d'attacco. Con il mese di ottobre, però, McLellan decide di schierare sempre più spesso Strome come ala destra della seconda linea, insieme a Ryan Nugent-Hopkins e Milan Lucic. Nelle sue prime 24 presenze, Strome totalizza 4 goal e 7 assist. Per sopperire ai problemi offensivi, coach McLellan inaugura una linea con Strome insieme a Leon Draisaitl e Drake Caggiula: con questa linea, Strome segna il goal n. 10.000 nella storia degli Oilers il 18 dicembre 2017, nella partita vinta per 5–3 contro i San Jose Sharks. La produzione offensiva di Strome, tuttavia, cala con l'andare avanti della stagione, venendo schierato stabilmente nella terza linea d'attacco con Jujhar Khaira e Michael Cammalleri. Al 19 gennaio 2018, Strome ha totalizzato 7 goal e 10 assist in 46 partite. Tuttavia, a causa di un infortunio occorso a Nugent-Hopkins, Strome guadagna un po' di minuti sul ghiaccio prendendone il posto nella power play unit. Dopo non aver fatto registrare neanche un punto in 11 gare, Strome piazza 5 assist in 3 partite in power play, diventando un punto centrale degli Oilers in superiorità numerica. Quindi, alla fine di febbraio, in una partita contro i Colorado Avalanche (vinta per 4–2 dagli Oilers), Strome torna a segnare una rete dopo 21 partite a secco di marcature. La rete inaugura una striscia di 6 partite sempre a punti per Ryan Strome, che vede aumentare il suo minutaggio anche nella penalty kill unit degli Oilers (una delle migliori della lega in quella stagione nelle gare in trasferta). Tuttavia, nonostante il suo contributo, il 22 marzo 2018 arriva la matematica esclusione dai playoff per gli Oilers. Ryan Strome conclude la stagione con 13 goal e 21 assist in 82 partite. Il suo contratto, ereditato dagli Oilers, scade alla fine della stagione e Strome trova un accordo per rinnovare il suo legame con la squadra di Edmonton, firmando un biennale da 6.2 milioni $.

La stagione 2018-19 comincia piuttosto in sordina per Ryan Strome, che in 18 partite segna appena 1 goal e fa registrare 1 solo assist. Quindi, arriva per Strome la sua cessione ai New York Rangers.

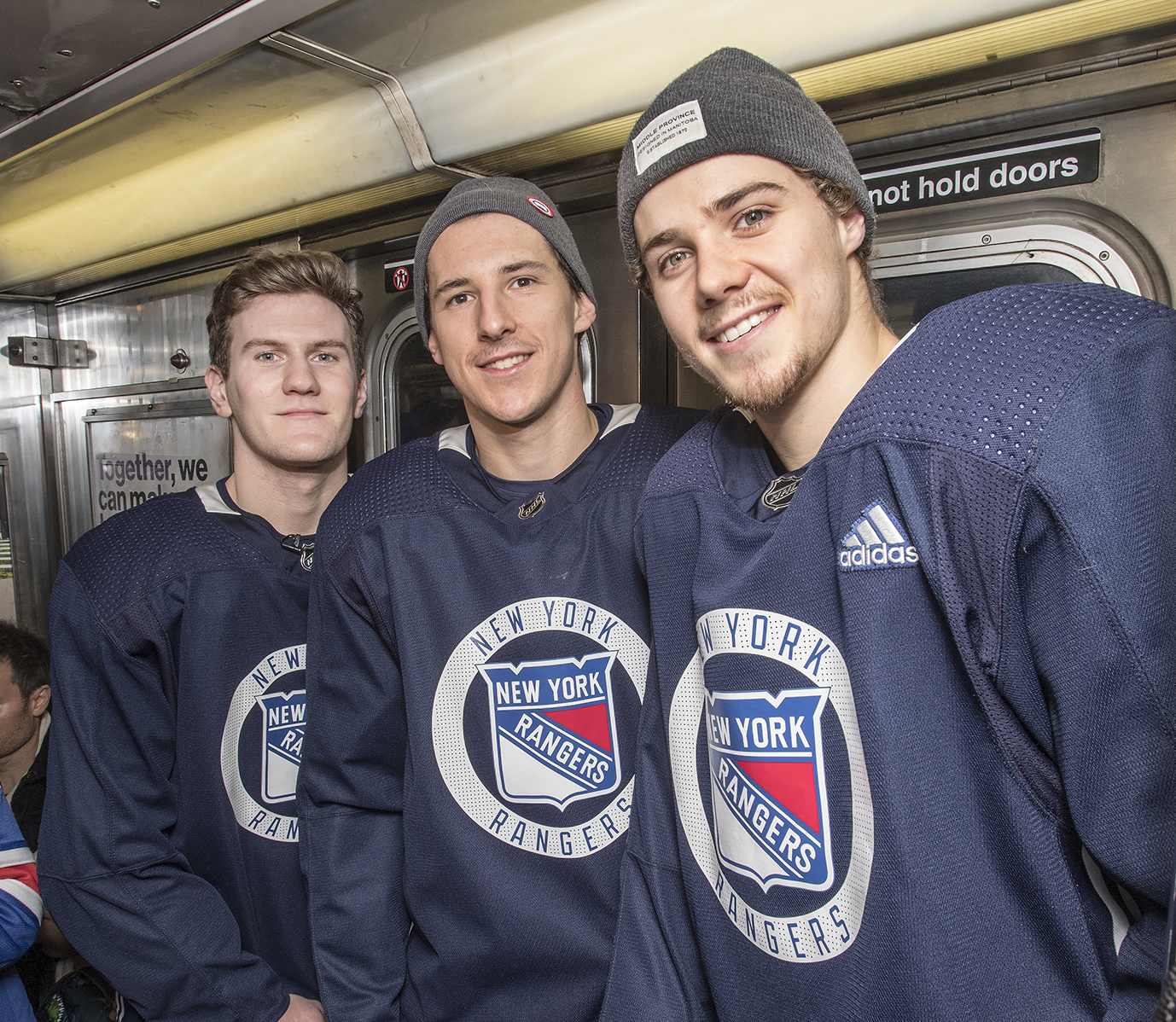
Ryan Strome (centro) nel 2019 in maglia Rangers con i suoi compagni di squadra Adam Fox (sinistra) e Brett Howden (destra).

### New York Rangers
Il 16 novembre 2018, mentre sta salendo su un volo per andare in trasferta con gli Oilers, la dirigenza della squadra comunica a Ryan Strome che è stato ceduto ai New York Rangers, in cambio dell'attaccante Ryan Spooner. Per Strome il cambio di squadra è di buon auspicio, dato che appena arrivato ai Rangers il suo impatto in ogni gara cresce esponenzialmente, cominciando a far registrare goal e assist. Entro la fine di novembre, infatti, Strome si guadagna un posto nella prima linea d'attacco dei Rangers; al 31 dicembre 2018, Strome totalizza 20 presenze con i Rangers, con 3 goal e 5 assist. Nei primi giorni di gennaio 2019 segna la sua 4° rete stagionale, diventando il terzo top scorer stagionale dei Rangers, nonché il quinto per punti fatti registrare. Il 23 febbraio 2019, contro i New Jersey Devils, totalizza la sua 400ª presenza in NHL, segnando anche la sua 5ª doppietta in carriera: con quella grande prestazione, Strome accumula 3 goal e 4 assist in 6 delle ultime 7 gare dei Rangers. Il 13 marzo 2019 Strome segna la sua 12ª rete con i Rangers, confermandosi terzo top scorer della squadra e quinto per punti realizzati (con 24). È del 23 marzo successivo la sua prima rete all'overtime della carriera, goal decisivo che ha dato la vittoria ai Rangers sui Toronto Maple Leafs. Poco dopo i Rangers vengono matematicamente eliminati dalla corsa alla qualifica ai playoff; tuttavia Ryan Strome trascina i Rangers a vincere due gare consecutive per la prima volta dal 17 gennaio precedente, con 1 goal e 1 assist contro i Philadelphia Flyers il 31 marzo. La stagione di Ryan Strome con i Rangers si conclude con 63 presenze, 18 goal e 15 assist, diventando il giocatore ad aver segnato più marcature tra quelli ceduti durante la stagione 2018-19. Strome è anche uno dei due giocatori dei Rangers ad aver disputato tutte le partite della squadra da quando è arrivato nella nuova squadra.
Nonostante la NHL decida di accorciare la stagione 2019-20 per fronteggiare la pandemia di COVID-19, in questa stagione Strome fa registrare i suoi nuovi record stagionali di assist e punti in 70 presenze. La stagione di Strome, grazie al sostegno del suo compagno di linea Artemi Panarin, parte nel migliore dei modi nonostante l'infortunio al torace di Mika Zibanejad. Nelle prime 9 gare disputate, Strome e Panarin fanno registrare insieme 24 punti, entrambi in testa alle classifiche di squadra per goal, assist e punti. Il loro affiatamente continua per tutto il mese di dicembre, quando Strome diventa secondo per punti nella classifica di squadra, con 35 punti (10 goal e 25 assist). Il 7 gennaio 2020, Ryan Strome mette a segno il suo 6° punto in 4 gare, diventando 22° assistman della lega (nonché 9° come primary assistman). Nel mese di febbraio sia Strome che Panarin realizzano rispettivamente una striscia di 8 e 9 gare sempre a punti. La NHL decide dunque la sospensione del campionato dopo lo scoppio della pandemia di COVID-19. Strome finisce quindi la stagione con 59 punti (record della sua carriera) in 70 gare; il suo rating di +21 è il terzo di squadra, mentre i suoi 41 punti (a pari merito) lo mettono dietro soltanto a Panarin e Zibanejad.

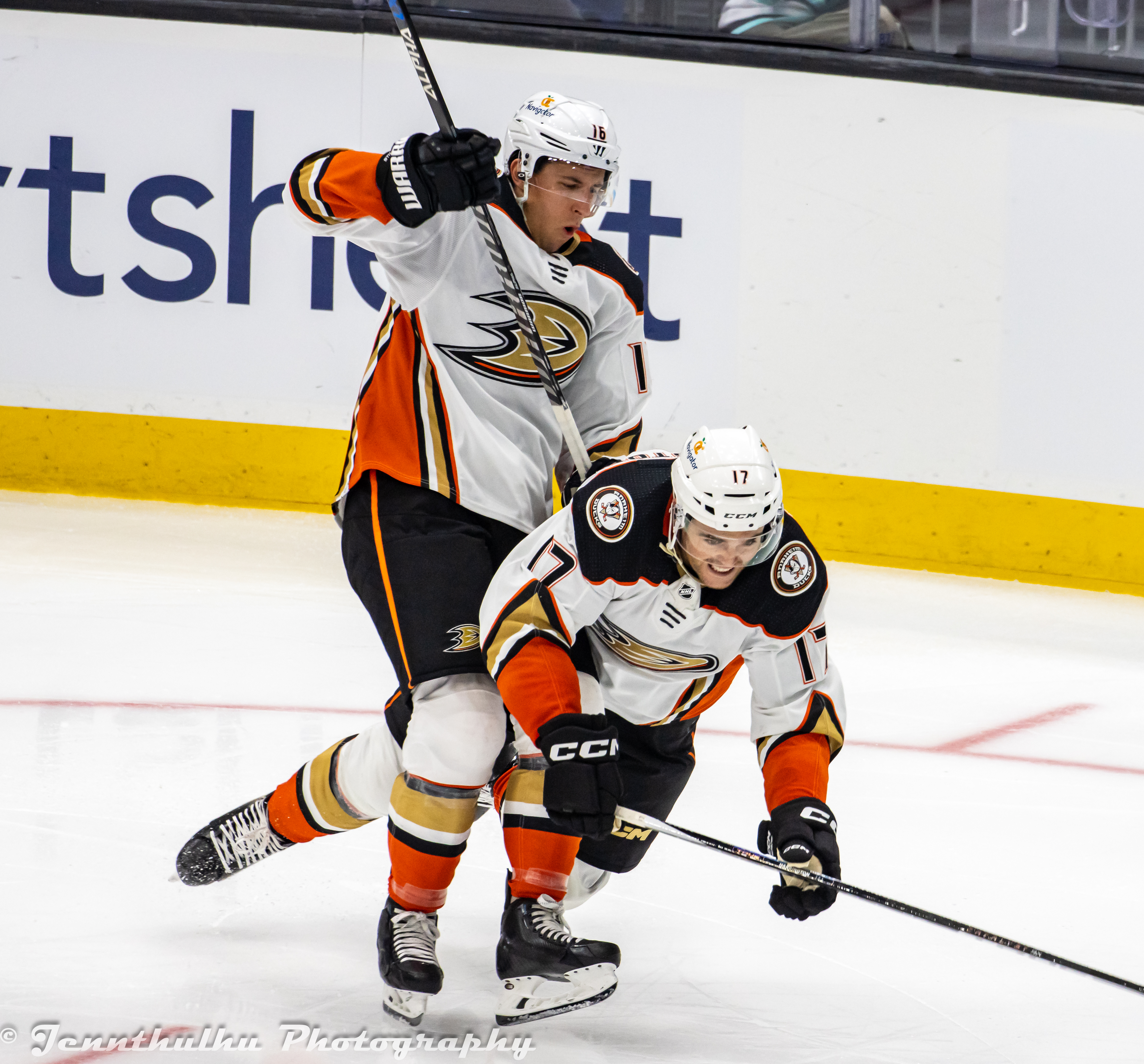
Strome con gli Anaheim Ducks nel 2023 in uno scontro fortuito con il suo compagno dei squadra Scott Harrington.

Il 6 novembre 2020 Ryan Strome firma il suo rinnovo contrattuale con i Rangers, siglando un biennale da 9 milioni $. Il 20 febbraio 2021 Strome diventa il primo giocatore nella storia della lega a far registrare almeno 100 punti con entrambe le squadre di New York (Islanders e Rangers).

### Anaheim Ducks
Alla scadenza del suo contratto con i Rangers e dopo quattro stagioni, Strome diventa free agent e, il 13 luglio 2022, firma un quinquennale da 25 milioni $ con gli Anaheim Ducks. L'intenzione dei Ducks è di schierare nella loro seconda linea d'attacco Strome insieme ad un altro acquisto, Frank Vatrano. Nella stagione 2022-23 Strome trova spazio anche nella power play unit, anche se in superiorità numerica i Ducks trovano notevoli difficoltà a segnare. Strome comincia comunque la stagione sotto i migliori auspici, con una striscia di 5 gare sempre a punti (con 1 goal e ben 8 assist). Al 3 dicembre 2022, Strome è il quarto top scorer di squadra, con 6 reti.

## Vita privata
Ryan Strome ha due fratelli che giocano entrambi ad hockey su ghiaccio, Dylan e Matthew. Anche Dylan gioca in NHL con i Washington Capitals, mentre il fratello più giovane, Matthew, è stato selezionato dai Philadelphia Flyers al Draft 2017 ed attualmente gioca in AHL con gli Hershey Bears. Si è spesso indicata la famiglia Strome come la futura famiglia Sutter o Staal, famiglie dove i diversi figli hanno avuto un certo grado di successo nelle loro rispettive carriere hockeistiche. I fratelli Strome sono tutti cresciuto a Mississauga, nel quartiere di Lorne Park.

## Palmarès

### Nazionale

#### World U-17 Hockey Challenge
- 1 medaglia:
  - 1 argento (Canada 2010)

#### Mondiali U20
- 1 medaglia:
  - 1 bronzo (Canada 2012)

### Individuale

#### OHL
- Second All-Star Team (2010-11)[52]

#### AHL
- All-Rookie Team (2013-14)[53]